# Prokhorovka
Prokhorovka (russisk: Про́хоровка, tr. Prokhorovka) er en by i Belgorod oblast i Rusland ved floden Psel 80 km sydøst for byen Kursk. Byen har 9.790(2021) indbyggere.
På sletterne vest for Prokhorovka blev der udkæmpet et større panserslag den 12. juli 1943 under 2. verdenskrig, en del af slaget ved Kursk.